# Trichura angusta
Trichura angusta är en fjärilsart som beskrevs av Otto Staudinger 1915. Trichura angusta ingår i släktet Trichura och familjen björnspinnare. Inga underarter finns listade i Catalogue of Life.